# Kanton Beaugency
Beaugency is een kanton van het Franse departement Loiret. Het kanton maakt deel uit van het arrondissement Orléans.

## Gemeenten
Het kanton Beaugency omvatte tot 2014 de volgende 7 gemeenten:
- Baule
- Beaugency (hoofdplaats)
- Cravant
- Lailly-en-Val
- Messas
- Tavers
- Villorceau

Bij de herindeling van de kantons door het decreet van 25 februari 2014 met uitwerking op 22 maart 2015 werden de volgende 6 gemeenten eraan toegevoegd : 
- Baccon
- Cléry-Saint-André
- Dry
- Jouy-le-Potier
- Mareau-aux-Prés
- Mézières-lez-Cléry